# Евреи в Марокко

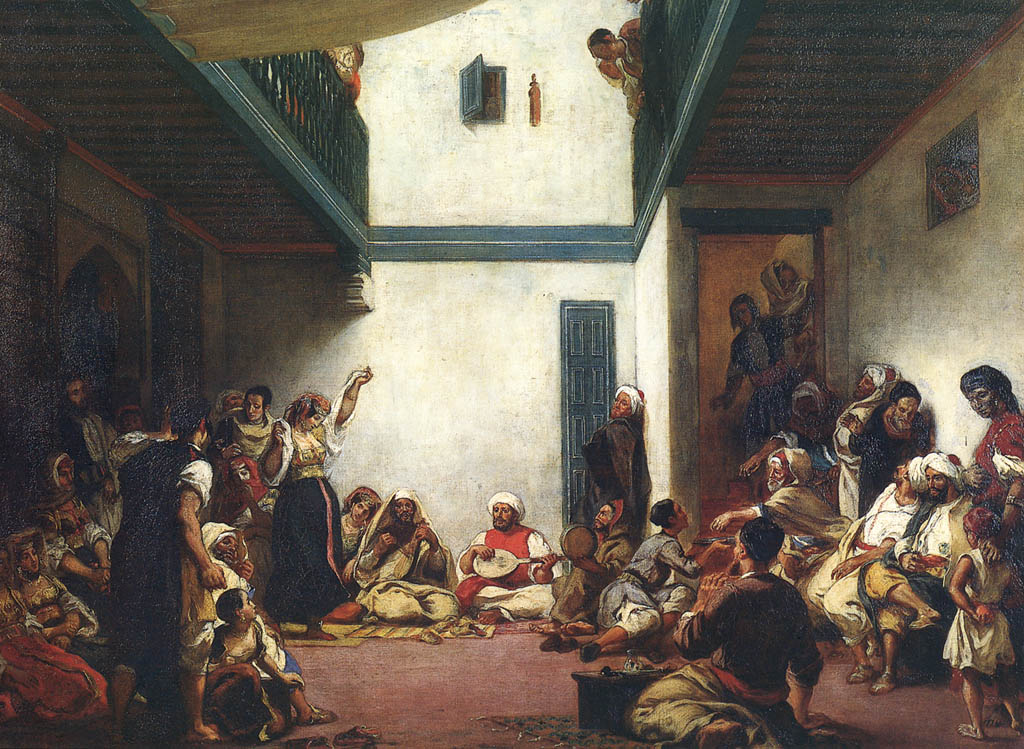
Еврейская свадьба в Марокко. Картина Эжена Делакруа

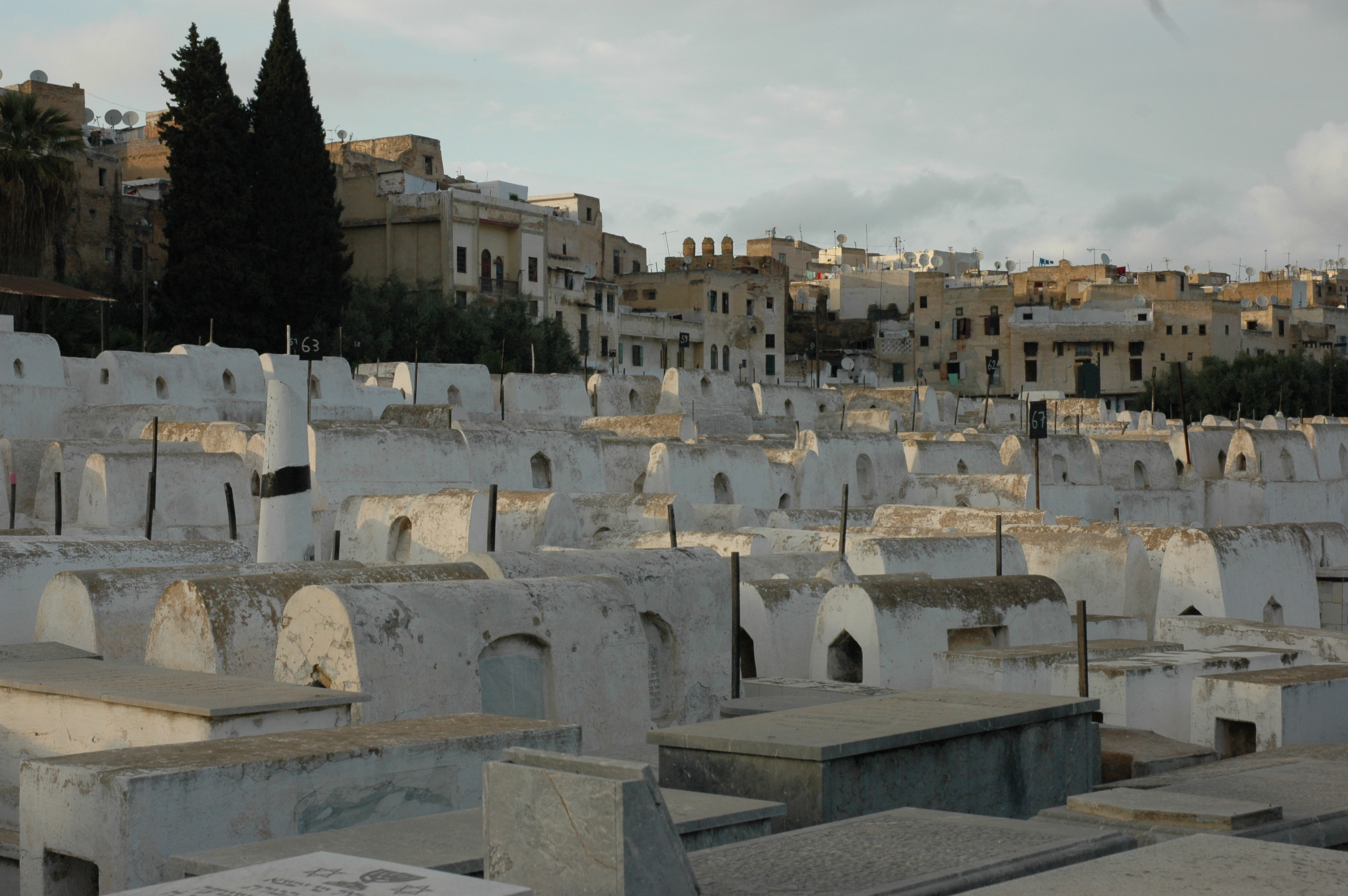
Еврейское кладбище в Фесе

Евреи в Марокко имеют историю, тянущуюся с древнейших времён. По данным на 2003 год в стране проживало 5500 евреев, а в 1948 году еврейское население Марокко составляло 265 000 человек.

## История

### Древность
Евреи начали селиться в Марокко во времена Первого Храма.
После падения Рима и мусульманского завоевания Марокко и до XII века положение евреев улучшилось.
Начиная с XII века во время правления Альмохадов начались еврейские погромы. Евреи (как и другие меньшинства в мусульманских странах) имели статус зимми — на них налагались некоторые ограничения, более или менее жесткие, в зависимости от воли местного правителя.
Многие евреи (включая Рамбама) бежали из страны, в основном — в Египет и в Эрец-Исраэль (которая к тому времени была захвачена крестоносцами).

### Изгнание евреев из Испании
После изгнания евреев из Испании (1492) и Португалии (1497), в Марокко прибыла большая волна евреев из Пиренейского полуострова.
Положение евреев улучшилось после Османского завоевания, но, несмотря на это, погромы местных жителей продолжались.

### История евреев Марокко во второй половине XX века
В ходе Второй мировой войны Марокко находилось под управлением французского вишистского правительства, вследствие чего еврейское население подвергалось притеснениям. В 1943 году в Марокко высадились союзники.
В 1948 году в связи с арабо-израильской войной в Марокко произошли антиеврейские беспорядки, в ходе которых в городах Уджда и Джерада погибло 44 еврея.
В 1956 году Марокко получило независимость, и эмиграция евреев из страны была приостановлена[уточнить]. В 1963 году эмиграция была вновь разрешена, и более 100 000 евреев переехало в Израиль.
Король Марокко Хасан II до своей смерти в 1999 году старался защищать еврейское население Марокко и показывать, что Марокко является одним из мест в арабском мире, где к евреям относятся наиболее терпимо. Марокканские евреи занимали ведущие позиции как в правительстве, так и в бизнесе. Один из лидеров еврейской общины, Андре Азулай, длительное время был старшим советником короля. Евреям, эмигрировавшим из Марокко, включая также и израильских граждан, разрешалось свободно посещать своих друзей и родственников в Марокко.
Марокканские евреи ведут преимущественно религиозный образ жизни. Количество смешанных браков низкое. Молодёжь предпочитает получать образование за границей и оставаться там, в результате чего происходит старение еврейского населения.
Большинство евреев страны — 3000 человек — проживает в Касабланке. В городе находится около десятка еврейских школ, в которых учится около 800 детей. Синагоги и другие еврейские постройки, а также кошерные рестораны имеются во многих марокканских городах. Также в Марокко расположено 13 древних захоронений почитаемых еврейских религиозных деятелей. За этими могилами ухаживают мусульмане, а раз в год по определённым числам они становятся местом массового еврейского паломничества, в котором в том числе принимают участие израильтяне.
В 1999 году в Маракеше король Хасан организовал первую всемирную встречу евреев — выходцев из Марокко.

## Антиеврейские акции и борьба с ними
В октябре 2000 года два молодых марокканца пытались осквернить синагогу в Танжере. Они были впоследствии приговорены судом к году тюрьмы. Король Мухаммед VI выступил в связи с этим происшествием по телевидению и заявил, что правительство не позволит плохо обращаться с еврейским населением страны.
16 мая 2003 года в Касабланке произошла серия атак террористов-смертников против еврейских целей. Однако, поскольку была суббота, и в еврейских зданиях, которые были взорваны, никого не оказалось, никто из евреев не пострадал, но погибли 29 мусульман. Король Мухаммед VI на следующий день после атаки посетил одно из разрушенных зданий и призвал еврейскую общину восстановить разрушенное. Правительством Марокко была организована большая демонстрация в Касабланке в поддержку еврейской общины.

## Марокканско-израильские отношения
Марокко является, возможно, наиболее дружественным Израилю государством в арабском мире. Король Хасан II постоянно исподволь пытался ускорить арабо-израильский мирный процесс. Дважды Марокко посещали премьер-министры Израиля — Шимон Перес в 1986 году и Ицхак Рабин в 1993 году.